# Jean-Pierre Blanchet
Pour les articles homonymes, voir Blanchet.
Jean-Pierre Blanchet, né le 28 février 1914 à Bordeaux et mort le 28 juillet 2000 à Suresnes, est un homme politique français.

## Détail des fonctions et des mandats
Mandats locaux
- 1959 - 1965 : Maire de Boën
- 1965 - 1971 : Maire de Boën
- 1971 - 1977 : Maire de Boën

Mandat parlementaire
- 11 juin 1967 - 1er octobre 1974 : Sénateur de la Loire